# Эндорсер

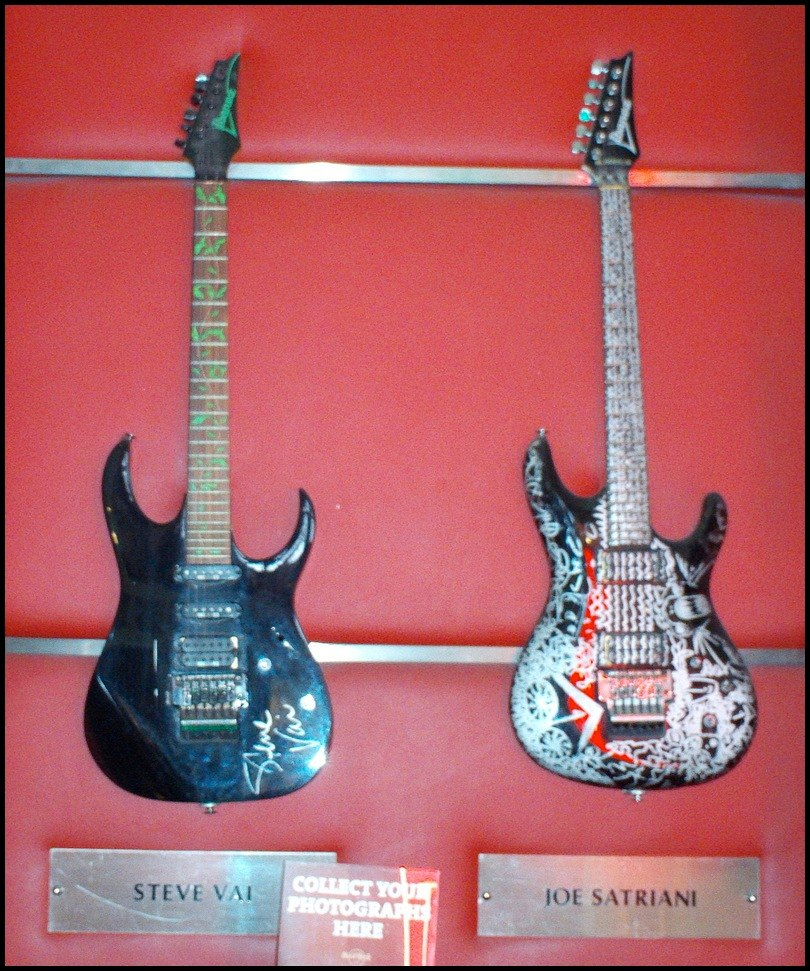
Гитары Стива Вая и Джо Сатриани в Hard Rock Cafe в Лондоне

Эндорсер (англ. endorser — дословно «ручающийся» или «заверитель») — лицо, использующее продукцию или услуги другого лица по контракту, предполагающему продвижение/рекламу этого второго лица и/или его продукции/услуг.
Например, это может быть музыкант, использующий инструменты какой-либо фирмы, спортсмен, использующий инвентарь или спортивную форму какого-либо производителя, и т. д. При этом, к примеру, музыкант может указывать на своём сайте, на инструменте какой фирмы он играет, а производитель, в свою очередь, может иметь список своих эндорсеров со ссылками на их сайты. Таким образом, эндорсмент служит своего рода взаимной рекламой.
В отдельных случаях заключаются эксклюзивные контракты. Например, гитаристы Стив Вай и Джо Сатриани являются эндорсерами фирмы Ibanez, при этом они не имеют права публично исполнять музыку на гитарах других фирм.

## Дополнительное чтение
- Grant McCracken. Who is the Celebrity Endorser? Cultural Foundations of the Endorsement Process // Journal of Consumer Research. — 1989. — Т. 16, вып. 3. — С. 310–321. — ISSN 0093-5301. — JSTOR 2489512.